# Bione di Abdera
Bione di Abdera (in greco antico: Βίων ὁ Ἀβδηρίτης?; fl. V-IV secolo a.C.) è stato un astronomo e filosofo greco antico.
Il periodo in cui visse è incerto. Diogene Laerzio lo dice democriteo e gli attribuisce la priorità nell'aver sostenuto l'esistenza di luoghi in cui giorno e notte durano ciascuno sei mesi.
Strabone, citando Posidonio, nomina come esperto di venti un Bione l'astrologo, che potrebbe coincidere con Bione di Abdera, sebbene quest'identificazione sia incerta.